# Dioon holmgrenii
Dioon holmgrenii là một loài thực vật hạt trần trong họ Zamiaceae. Loài này được De Luca, Sabato & Vázq.Torres mô tả khoa học đầu tiên năm 1981.